# Kutry portowo-redowe projektu B574
Kutry portowo-redowe projektu B574 – seria trzech, polskich pomocniczych jednostek pływających – kutrów portowo-redowych, zbudowanych we Wrocławskiej Stoczni Rzecznej dla Marynarki Wojennej.

## Historia
W latach siedemdziesiątych XX wieku rozpoczęto prace nad wprowadzeniem do służby nowych typów pomocniczych jednostek pływających, których to rozpoczęcie wymusiło rozwój floty, przez co wzrosło zapotrzebowanie na małe jednostki zdolne do transportu ładunków oraz ludzi na terenach portów wojennych i red. Używana wówczas flota czterech kutrów transportowo-pasażerskich projektu Pr-3 okazała się być niewystarczająca. W połowie lat siedemdziesiątych XX wieku w centrum badawczym Navicentrum opracowano nowy typ PJP – kutry projektu B447. W 1978 roku we Wrocławskiej Stoczni Rzecznej zbudowano zmodyfikowaną wersję kutrów oznaczoną jako projekt B574. Wybudowano trzy jednostki o numerach K-12, K-13 oraz K-14, na których bandery PJP podniesiono na dwóch pierwszych jednostkach 26 sierpnia 1978, zaś na ostatniej 10 listopada 1978. Wprowadzono je do służby pojedynczo w 8 Flotylli Obrony Wybrzeża, 9 Flotylli Obrony Wybrzeża oraz 3 Flotylli Okrętów.

## Konstrukcja
Kutry projektu B547 były pomocniczymi jednostkami pływającymi o długości całkowitej wynoszącej 18,88 m, szerokości 4,4 m oraz zanurzeniu 1,5 m. Wyporność pełna wynosiła 45 ton. Konstrukcja kadłuba stanowi rozwinięcie starszych kutrów projektu B447 oraz bazę dla nowszych jednostek projektu 4142 oraz kutrów hydrograficznych projektu 4234.
Jednostki proj. B547 miały w części dziobowej oraz rufowej ładownię ze składanymi siedzeniami, w której to mogą pomieścić 20 osób lub 8 ton ładunku. Na śródokręciu znajdowała się siłownia oraz pomieszczenia załogi. Pozostałe miejsca dla pasażerów ulokowano w pokładówce, tuż za sterówką. Załoga kutrów liczyła 4 osoby.
Napęd stanowił jeden silnik wysokoprężny Wola DM150 o mocy 150 KM przy 1500 obr./min. Była to jednostka czterosuwowa o sześciu cylindrach, napędzająca za pośrednictwem przekładni redukcyjno-nawrotowej jeden wał napędowy z jedną, trójskrzydłową śrubę okrętową. Energię elektryczną zapewniał zespół prądotwórczy ZE266/53 składający się z silnika Diesla SW266/E53 o mocy 46,5 KM i prądnicy prądu przemiennego. Kutry te posiadały zamontowaną jedną płetwę sterową.
Na wyposażenie elektroniczne jednostek składało się początkowo radar nawigacyjny TRN-312, zastąpiony z czasem przez nowszy SRN-301, radiostacja UKF R-619 oraz radiotelefon FM-309/2.